# Тот, Амарисса
Амарисса Киара Тот (венг. Tóth Amarissa Kiara; род. 10 февраля 2003, неизвестно) — венгерская профессиональная теннисистка. Победительница двадцати одного турнира ITF (6 — в одиночном разряде).
С 2022 года Тот представляет Венгрию на Кубке Билли Джин Кинг, где её рекорд W/L: 3—2.
Финалистка одного юниорского турнира Большого шлема в парном разряде (Открытый чемпионат Франции-2021); бывшая 28-я ракетка мира в юниорском рейтинге ITF (2021).

## Спортивная карьера

### Юниорские турниры
В начале июня 2021 года вместе с россиянкой Марией Бондаренко стала финалисткой в парном разряде юниорского турнира Большого шлема Открытого чемпионата Франции, где они в финале проиграли Оксане Селехметьевой и Александре Эала со счётом 0-6, 5-7.

### Взрослые турниры
В 2022—2024 годах стала победительницей шести турниров ITF в одиночном разряде.
И в 2021—2024 годах стала победительницей ещё пятнадцати турниров ITF (один из них 75-тысячный турнир ITF W75) в парном разряде.

#### 2024
В начале октября 2024 года вместе со словенской теннисисткой Живой Фалкнер стала победительницей самого крупного в своей карьере 75-тысячного турнира ITF W75 Šibenik Open в Шибенике (Хорватия) в парном разряде, где она в финале победила Анку Тодони и Ралуку Шербан со счётом 2-1 ret.

## Итоговое место в рейтинге WTA по годам
| Год  | Одиночный рейтинг | Парный рейтинг |
| 2023 | 470               | 353            |
| 2022 | 632               | 276            |
| 2021 | 1006              | 724            |